# Mari Trini
María Trinidad Pérez-Miravete Mille (Caravaca de la Cruz, 12 de juliol de 1947 - Múrcia, 7 d'abril de 2009) va ser una cantant espanyola coneguda artísticament com a Mari Trini.
Als 7 anys contrau una malaltia que la tindrà al llit fins als 14. És durant aquesta època que, per combatre la soledat, aprèn a tocar la guitarra i compon els seus primers temes, com ara la cançó Mañana. Temps després viatjà a Londres i posteriorment a París, on acabà establint-se i enregistrà els seus primers discos amb la companyia RCA.
El 1968 torna a Espanya. A l'any següent, ja a Hispavox, enregistrà un treball homònim però no serà fins Amores, el seu següent disc, que li arribà la fama. Tot i haver estat apartada bastants anys de l'escena musical per causa d'una depressió i una posterior operació quirúrgica, va estar treballant fins al darrer moment component temes nous.
Va viure un temps a la localitat de Sant Pol de Mar (Maresme). Al final de la seva vida va traslladar-se a Espinardo (Múrcia). Morí a l'hospital de Morales Meseguer de Múrcia, després d'una llarga malaltia i quan preparava un espectacle que serviria de comiat del món artístic i escrivia un llibre de poesia que pensava editar.

## Discografia
- Mari Trini (1969)
- Amores (1970)
- Escúchame (1971)
- Ventanas (1973)
- L'automme (1973)
- ¿Quién? (1974)
- Mari Trini canta en francés (1975)
- Transparencias (1975)
- Como el rocío (1976)
- El tiempo y yo (1977)
- Sólo para ti (1978)
- A mi aire (1979)
- Oraciones de amor (1981)
- Una estrella en mi jardín (1982)
- Diario de una mujer (1984)
- En vivo (1985)
- Quién me venderá (1986)
- En tu piel (1987)
- Espejismos (1990)
- Sin barreras (1995)
- Alas de cristal (1996)